# Bleptina pollesalis
Bleptina pollesalis är en fjärilsart som beskrevs av Walker 1859. Bleptina pollesalis ingår i släktet Bleptina och familjen nattflyn. Inga underarter finns listade i Catalogue of Life.